# Oh – diese „lieben“ Verwandten
Oh – diese „lieben“ Verwandten ist eine deutsch-österreichische Filmkomödie von Joe Stöckel aus dem Jahr 1955.

## Handlung
Baron Hubertus von Froberg, Herr von Waldsee, begeht seinen 60. Geburtstag. Gleich am Morgen flieht er vor den Gratulanten aus seinem Anwesen in den Wald, wo er einen kapitalen Hirsch erlegt. Er weckt seinen Waldhüter Stachigel auf, um mit dem ewig betrunkenen Mann auf sein Jagdglück zu trinken. Dabei entdeckt er in der Waldhütte das Foto von Stachigels Tochter Reni, die seit zehn Jahren bei einer Tante in Wien lebt und inzwischen eine erwachsene Frau geworden ist. Stachigel jedoch nimmt ihm das Foto unwirsch aus der Hand. Wenig später kehrt Hubertus auf sein Gut zurück und erhält von seinen Hausangestellten ein Porträt geschenkt, das ihn als Jäger zeigt. Das Bild hat Reni in Wien nach Fotografien gemalt, ist sie doch in der Ferne eine Künstlerin geworden. Am Abend sitzt Hubertus während des großen Geburtstagsfestes mit Arzt Scherner, der ihn immer wieder ermahnt sich zu mäßigen, Gutsnachbar von Tomay und Lehrer Fritz Deichmann an einem Tisch, als überraschend Reni aus Wien eintrifft. Hubertus ist von der jungen Frau begeistert und tanzt mit ihr ausgelassen und sehr zum Unmut von Stachigel. Plötzlich bricht Hubertus mit einem Herzanfall zusammen. Er wird reanimiert und auf sein Zimmer gebracht.
Wenig später erhalten Hubertus’ Verwandten Nachricht vom Ableben des Gutsherrn und eine Einladung zur Testamentseröffnung. Obwohl sich alle Verwandte – Hubertus’ Bruder Emil Frohberg und Frau Laura, Neffe Otto und Nichte Otti, die verheiratet sind, sowie seine geschiedene Frau Alwine und ihr dritter Ehemann Sturmius Zehböck – gegenseitig versichern, auf keinen Fall nach Waldsee zu fahren, landen am Ende alle auf dem Anwesen. Hier führen sie sich sofort wie die zukünftigen Herrscher auf und kritisieren und erniedrigen die Dienstboten. Umso überraschter sind alle, als Notar Dr. Grummel das Testament eröffnet. Hubertus plant, einem der Blutsverwandten alles zu vererben. Wer erben wird, entscheiden jedoch seine Dienstboten Waldhüter Josef Stachigel, Diener Amandus Krebs, Chauffeur Franz Pollinger, Wirtschafterin Anni Huber und Verwalter Ernst Gutterer. Es gilt die einfache Mehrheit. Die Wahl soll am nächsten Mittag abgehalten werden. Sofort versuchen sich die Verwandten bei den Entscheidern einzuschmeicheln, bringen ihnen Frühstück ans Bett, sorgen für Mani- und Pediküre, misten die Ställe aus und übernehmen sämtliche weitere Aufgaben, die sonst vom Dienstpersonal übernommen werden. Der alte Stachigel zieht sich angeekelt zurück, auch wenn er den Gutshof nicht verlassen darf. Seine Tochter Reni hat unterdessen die beste Zeit: Sie hat ihre Jugendliebe Kartschi Scherner, den Sohn des Arztes Scherner, wiedergetroffen und beide haben sich erneut ineinander verliebt. Nur eines steht dem gemeinsamen Glück noch im Wege, sieht Karschti doch in Waldsee keine Zukunftsperspektive. Wie sein Vater ist auch er Arzt geworden und will nun nach Asien gehen, um dort zu praktizieren.
Am nächsten Mittag beginnt die Wahl des Erbens, die von Notar Dr. Grummel geleitet wird. Obwohl sich die Verwandten Mühe gegeben haben, werden alle einhellig als Erben abgelehnt. Am ehesten sind Otti und Otto Bachmann am Erbe dran, stimmt doch Franz Pollinger für Otti, die ihm Essen ans Bett gebracht hat, und seine Freundin Anni Huber stimmt ebenfalls für sie, um nicht eifersüchtig zu erscheinen. Es wird eine Pause eingelegt, in der die Verwandten erneut alle Register ziehen. Otti versucht es mit Bauchtanz, um weitere Männer auf ihre Seite zu ziehen, während Emil Froberg und Frau Bier und Schnittchen servieren. Alwine bietet Anni unterdessen ihre neuesten Kleider an. Die nächste Runde der Abstimmung beginnt und wird diesmal geheim durchgeführt. Stachigel hat auf seinen Zettel „Reni“ geschrieben und gesteht nun, dass Reni die uneheliche Tochter von Hubertus ist. Seine Frau hatte vor der Ehe mit Stachigel eine kurze Affäre mit Hubertus und ihm wenige Tage vor der Hochzeit gestanden, dass sie von Hubertus ein Kind erwartet. Hubertus wiederum weiß nicht, dass Reni seine Tochter ist. Ein Bild von Hubertus’ Mutter zeigt jedoch deutlich die Ähnlichkeit von Großmutter und Enkelin. Spontan stimmen alle Anwesenden dafür, dass Reni das Anwesen erbt. Die ist überrascht und erfreut, braucht Karschti doch nun nicht aufgrund des Geldes fortzugehen. Karschti meint wiederum, dass er Reni als nun reiche Frau nicht heiraten werde, wolle er doch die Familie ernähren und seinen Erfolg aus eigener Kraft erreichen. Reni ist am Boden zerstört. Kurz darauf erleben alle Anwesenden eine große Überraschung. Musik ertönt und plötzlich steht Hubertus vor ihnen. Er war die letzten drei Wochen in einem Sanatorium und hat seinen Tod vorgegeben, um seine Verwandten zu testen. Tatsächlich hat ihn die ganze Zeit Diener Krebs auf dem Laufenden gehalten. Nun erfährt er, dass er in Reni eine uneheliche Tochter hat. Er akzeptiert sie erfreut als sein Kind und sucht Stachigel auf. Nun hat er erkannt, warum sein Waldhüter sich die letzten Jahre vor Verzweiflung stets betrunken hat. Er meint, dass sie beide zusammen erst ein echter Vater für Reni sein werden. Zusammen können sie am Ende auch Karschti überzeugen, in Waldsee und bei Reni zu bleiben.

## Produktion
Da Carla Hagen, die als Partnerin von Franz Marischka vorgesehen war, über Nacht einen Vertrag bei Kurt Ulrichs Berolina unterzeichnete, musste schnell ein Ersatz gefunden werden. Marischka fiel eine Dame ein, die in Schwabing hinter einem Bartresen arbeitete. Sie hieß Kai Fischer, fand sofort Joe Stöckels Zustimmung und begründete damit ihre Karriere.
Der Film wurde in einem Atelier auf dem Ausstellungsgelände in Wels produziert. Die Außenaufnahmen entstanden auf Schloss Puchberg, am Traunsee, am Almsee und im Salzkammergut.
Die Kostüme schuf Bruni Selva-Malta, die Filmbauten stammen von Felix Smetana. Die Musik stammt von Willy Mattes, die Liedtexte schrieb Fred Rauch. Es spielt das Münchner Filmorchester. Der Film, der auch unter dem Titel Die lieben Verwandten lief, erlebte am 2. August 1955 in den Münchner Kammerspielen seine Premiere. Im Jahr 2012 erschien der Film, der auf einer Idee von Hans Holt beruht, auf DVD.

## Kritik
Der film-dienst nannte Oh – diese „lieben“ Verwandten eine „plumpe Komödie, die nur bescheidenen Ansprüchen gerecht wird.“